# Indianapolis Capitals
Gli Indianapolis Capitals sono stati una squadra di hockey su ghiaccio dell'American Hockey League con sede nella città di Indianapolis, capitale dello stato dell'Indiana. I Capitals nacquero nel 1939 e si sciolsero nel 1952, e nel corso degli anni furono affiliati alla franchigia dei Detroit Red Wings.

## Storia
Con la costruzione nel 1939 del Fairgrounds Coliseum la American Hockey League decise di espandersi anche nell'Indiana per portarvi la prima squadra professionistica di hockey su ghiaccio. Furono così creati i Capitals, legati alla franchigia della National Hockey League dei Detroit Red Wings.
La squadra vinse la sua prima Calder Cup nel 1942, tuttavia seguirono alcune stagioni difficili per la formazione a causa delle limitazioni imposte dalla seconda guerra mondiale. Al termine del conflitto la squadra ritornò a crescere fino alla vittoria del secondo titolo al termine della stagione 1949-50. Tuttavia solo due anni più tardi la squadra dovette sciogliersi.
La città rimase senza una squadra per oltre un decennio, fino alla nascita di una formazione omonima della Central Hockey League, trasferitasi quasi subito a Cincinnati con il nome di Cincinnati Wings.

### Affiliazioni
Nel corso della loro storia gli Indianapolis Capitals sono stati affiliati alle seguenti franchigie della National Hockey League:
- Detroit Red Wings: (1939-1952)

## Record stagione per stagione
| Indianapolis Capitals |      |    |    |    |    |    |     |     |    |                                                                                                   |
| 1939-40               | West | 56 | 26 | 20 | 10 | 62 | 174 | 144 | 1° | perde semifinali (Providence) 2-3                                                                 |
| 1940-41               | West | 56 | 17 | 28 | 11 | 45 | 133 | 168 | 5° |                                                                                                   |
| 1941-42               | West | 56 | 34 | 15 | 7  | 75 | 204 | 144 | 1° | vince 1º turno (Springfield) 3-2 vince Calder Cup (Hershey) 3-2                                   |
| 1942-43               | AHL  | 56 | 29 | 23 | 4  | 62 | 211 | 181 | 3° | vince 1º turno (Pittsburgh) 2-0 vince semifinali (Cleveland) 2-0 perde Calder Cup (Buffalo) 0-3   |
| 1943-44               | West | 54 | 20 | 18 | 16 | 56 | 156 | 156 | 2° | perde semifinali (Buffalo) 1-4                                                                    |
| 1944-45               | West | 60 | 25 | 24 | 11 | 61 | 169 | 167 | 2° | perde semifinali (Hershey) 1-4                                                                    |
| 1945-46               | West | 62 | 33 | 20 | 9  | 75 | 286 | 238 | 1° | perde semifinali (Buffalo) 1-4                                                                    |
| 1946-47               | West | 64 | 33 | 18 | 13 | 79 | 285 | 215 | 4° |                                                                                                   |
| 1947-48               | West | 68 | 32 | 30 | 6  | 70 | 293 | 260 | 4° |                                                                                                   |
| 1948-49               | West | 68 | 39 | 17 | 12 | 90 | 288 | 209 | 2° | perde 1º turno (Hershey) 0-2                                                                      |
| 1949-50               | West | 70 | 35 | 24 | 11 | 81 | 267 | 231 | 2° | vince 1º turno (St. Louis) 2-0 vince semifinali (Providence) 2-0 vince Calder Cup (Cleveland) 4-0 |
| 1950-51               | West | 70 | 38 | 29 | 3  | 79 | 287 | 255 | 2° | perde 1º turno (Hershey) 0-3                                                                      |
| 1951-52               | West | 68 | 22 | 40 | 6  | 50 | 232 | 273 | 5° |                                                                                                   |

## Record della franchigia

### Singola stagione
Gol: 48  Cliff Simpson (1947-48)
Assist: 62  Cliff Simpson (1947-48)
Punti: 110  Cliff Simpson (1947-48)
Minuti di penalità: 165  Gordon Sherritt (1943-44)

### Carriera
Gol: 136  Cliff Simpson
Assist: 186  Les Douglas
Punti: 302  Les Douglas
Minuti di penalità: 325  Nels Podolsky
Partite giocate: 319  Rod Morrison

## Palmarès

### Premi di squadra
- Calder Cup: 2

1941-1942, 1949-1950
- F. G. "Teddy" Oke Trophy: 3

1939-1940, 1941-1942, 1945-1946

### Premi individuali
- Dudley "Red" Garrett Memorial Award: 2

Terry Sawchuk: 1948-1949
Earl Reibel: 1951-1952